# Wieża ciśnień w Sulechowie
Wieża ciśnień w Sulechowie – zabytkowa wieża ciśnień, zlokalizowana przy ulicy Styczniowej w Sulechowie. Oddana do użytkowania w 1904 r. lub 1907 r. pełniła swoją funkcję do lat 70. XX wieku.
Budowę wieży ciśnień w Sulechowie ukończono najprawdopodobniej w 1904 r., choć w niektórych źródłach pojawia się informacja, iż mógł to być rok 1907. Znajduje się przy ulicy Styczniowej, u zbiegu ulic Jana Pawła II i Poznańskiej. Budynek ma kształt grzyba i zbudowany jest z nieotynkowanej cegły w kolorach żółtym i czerwonym. Jego trzon wzmocniono jedenastoma obejmami ze stali. Wieża wyposażona jest w zbiornik typu Intze o pojemności 150 metrów sześciennych.
Celem działania wieży było wyrównywanie ciśnienia wody w systemie wodociągowym w mieście, zmieniającego się w ciągu dnia w efekcie zmian w ilości pobieranej wody. W latach 70. XX wieku wyłączono ją z dalszej eksploatacji, a zbiornik w jej wnętrzu przez jakiś czas był później jeszcze wykorzystywany jako przeciwpożarowy zbiornik wody. Dotychczasowe funkcje wieży przejęły początkowo zbiorniki hydroforowe, a następnie nowa wieża ciśnień, wybudowana na Osiedlu Nadodrzańskim.
2 sierpnia 1976 wieża została wpisana do rejestru zabytków. Obecnie należy do Gminy Sulechów. Na początku XXI w., ze względów bezpieczeństwa, została ogrodzona. Pomimo starań właściciela pozostaje niewykorzystana, na skutek decyzji Lubuskiego Wojewódzkiego Konserwatora Zabytków, dopuszczającej pełnienie przez wieżę wyłącznie funkcji zabytku techniki, bez możliwości jej zagospodarowania na restaurację, muzeum lub punkt widokowy.